# Kodiyellapur, Hangal
Kodiyellapur là một làng thuộc tehsil Hangal, huyện Haveri, bang Karnataka, Ấn Độ.